# Delectona
Delectona is een geslacht van sponsdieren uit de klasse van de Demospongiae (gewone sponzen). 

## Soorten
- Delectona alboransis Rosell, 1996
- Delectona ciconiae Bavestrello, Calcinai & Sarà, 1996
- Delectona higgini (Carter, 1880)
- Delectona madreporica Bavestrello, Calcinai, Cerrano, Sarà, 1997